# Escuela Superior de Intérpretes y Traductores
La École supérieure d'Interprètes et de Traducteurs (ESIT) es la escuela de traducción de la Sorbona. Fundada en 1957, ofrece tres maestrías profesionales a candidatos que cuentan con una licenciatura: "Interpretación en conferencia", "Traducción editorial, económica y técnica" e "Interpretación en lengua de señas francesa". También ofrece una maestría en investigación y un doctorado en traductología. 

## Descripción general
La ESIT está ubicada en el Centre Universitaire Dauphine, en el distrito 16 de París. La metodología de la ESIT se basa en un método original, la "teoría interpretativa de la traducción". 
La ESIT es miembro de la FIT (Federación Internacional de traductores), de la CIUTI (Conferencia internacional permanente de institutos universitarios de traductores e intérpretes), de la EMCI (European masters in conference interpreting) y la EMT (Maestría europea en traducción). En marzo de 2010, la Organización de las Naciones Unidas firmó con la ESIT y con otras diecisiete escuelas en el mundo un acuerdo de cooperación para facilitar el acceso a las carreras lingüísticas en las Naciones Unidas.

## Historia
La ESIT fue antecedida por el "Institut des Hautes Études d'Interprétariat", fundado en la Sorbona en 1951 por la Société des Amis de l'Université. Durante la dirección del profesor Georges Matoré, el instituto funcionaba en sus inicios de manera independiente. En 1957, se lo vincula oficialmente a la Universidad de París por iniciativa del rector académico, Jean Sarrailh, y del secretario general de la universidad, Pierre Bartoli. Simultáneamente, Danica Seleskovitch, profesora asociada, reorganiza en profundidad la metodología del Instituto y cambia su nombre al de "École Supérieure d'Interprètes et de Traducteurs".

## Directores
- Maurice Gravier (1957 - 1982)
- Danica Seleskovitch (1982 - 1990)
- Marianne Lederer (1990 - 1999)
- Fortunato Israël (1999 - 2007)
- Catherine Teule-Martin (2007 - 2010)
- Clare Donovan (2010 - 2011)
- Tatiana Bodrova (2011 - 2015)[7]
- Fayza El Qasem (2015 - 2020)
- Isabelle Collombat (2020 - )